# Římskokatolická farnost Nový Svět
Římskokatolická farnost Nový Svět (latinsky Parochia Neugebäu) je zaniklým územním společenstvím římských katolíků v rámci prachatického vikariátu českobudějovické diecéze, které existovalo při farním kostele svatého Martina v Novém Světě od roku 1855 asi do roku 1950.

## Historie
Osada založená dominikalisty v roce 1752, do roku 1910 známá pod německým názvem Neugebau, náležela k farnosti Vimperk. V roce 1787 zde byla postavená dřevěná kaple svatého Ducha obložená šindelem, o rok později byla při kapli zřízená lokálie a začaly být vedeny matriční knihy. Území lokálie v roce 1788 pokrývalo osady Borová Lada, Černá Lada, Hrabická Lada, Nové Hutě, Nový Svět, Paseka, Pravětínská Lada, Svinná Lada, Šindlov, Švajglova Lada a Zelená Hora. V letech 1796–1797 byl na místě kaple postavený Johannem Hainzerem, zednickým mistrem z Röhrnbachu, pozdně barokní orientovaný kostel zasvěcený svatému Martinu. Projekt ke stavbě dodal stavitel Josef Binder z Vimperka, až do roku 1857 měl kostel místo hlavního oltáře nástěnnou malbu svatého Martina provedenou Ignácem Gerzickem, varhaníkem z Malého Zdíkova.
V roce 1855 byla lokálie povýšená na farnost, prvním farářem byl P. Filip Třebický, který zde 2. května 1857 zemřel. Jeho nástupce P. Linhart Žďárský zde vykonával duchovní správu do roku 1869 a byl zároveň biskupským vikářem vimperského okresu. Do roku 1862 se území farnosti rozšířilo o Staré Hutě a Zahrádky. Za faráře P. Josefa Fanty, který zde sloužil do roku 1903, byl pro kostel v roce 1893 ulit zvon u zvonařské rodiny Pernerů v Českých Budějovicích.
V roce 1894 byla v Nových Hutích postavená kaple, k níž byla v roce 1900 přistavěná věžička s jedním zvonem. O dva roky pozděja byla věž přestavěná a stavba získala sakristii a kruchtu. V roce 1904 zde byla zřízená expozitura, u níž byly od roku 1905 vedeny matriční knihy, v roce 1910 byla postavená fara. Přestože byl vypracovaný návrh na zřízení novohuťské farnosti, do roku 1945 k tomu nedošlo.
Po roce 1948 a vysídlení německého obyvatelstva ztratil novosvětský farní kostel církevní úlohu a postupně chátral. Vzhledem k tomu, že byl prohlášen za kulturní památku ČR a nalézal se na území CHKO Šumava, navrhovalo v roce 1966 krajské středisko památkové péče a ochrany přírody jeho opravu a sekundární využití jako depozitář Jihočeského muzea, k čemuž však nedošlo. Nepodařilo se ani kostel zajistit proti vandalismu, jeho dřevěné zařízení bylo rozkrádáno a kostel byl záměrně ničen. Přestože byl zařazen do programu záchrany nejohroženějších památek, nepodařil se ani druhý pokus o jeho záchranu v letech 1972–1973, tentokrát ve spolupráci se SÚRPMO. I přes vší dobrou vůli bylo nakonec Ministerstvem kultury ČR upuštěno v roce 1976 od památkové ochrany kostela pro jeho havarijní stav a ještě týž rok byl kostel i hřbitov zbořen. K částečné obnově hřbitova došlo v roce 2008, zbytky obvodového zdiva kostela byly obnoveny v roce 2010.
Někdy kolem roku 1950 došlo k přenesení statutu farního kostela na Kostel Nejsvětějšího Srdce Ježíšova v Nových Hutích, farnost Nové Hutě zanikla 31. prosince 2019, jejím právním nástupcem je od 1. ledna 2020 farnost Vimperk.
| Fotografie | Kostel                              | Místo       | Bohoslužba             | Bohoslužba             | Poznámka               |
| ---------- | ----------------------------------- | ----------- | ---------------------- | ---------------------- | ---------------------- |
|            | Kaple svaté Anny                    | Borová Lada | neslouží se pravidelně | neslouží se pravidelně | obecní kaple           |
|            | Kostel Nejsvětějšího Srdce Ježíšova | Nové Hutě   | neslouží se pravidelně | neslouží se pravidelně | bývalý filiální kostel |
|            | Kostel svatého Martina              | Nový Svět   | nelze sloužit          | nelze sloužit          | bývalý farní kostel    |